# Pogonophryne barsukovi
Pogonophryne barsukovi är en fiskart som beskrevs av Andriashev, 1967. Pogonophryne barsukovi ingår i släktet Pogonophryne och familjen Artedidraconidae. IUCN kategoriserar arten globalt som livskraftig. Inga underarter finns listade i Catalogue of Life.